# 北達科他州單一國會選區
北達科他州單一國會選區（英語：North Dakota's At-large congressional district）是美国北达科他州一個聯邦國會選區，始於1889年，當時應選一席。1900年後應選兩席，1910年分為三區。1973年恢復。範圍包括北達科他州全州。面積183,272平方公里，2000年人口642,200人。
本區長期支持共和黨，但自1980年起卻支持民主黨。目前當區眾議員為共和黨的朱莉·費多洽克。